# Corriente funni
Dentro de las funciones que tiene el Sistema Circulatorio están la distribución de los nutrientes y el transporte de gases, así como el control de la presión sanguínea. Esto es posible, por el automatismo y el cronotropismo que posee el corazón. Lo anterior se debe a las particularidades histológicas del músculo cardíaco, ya que el nódulo sinoauricular está constituido por células musculares que no presentan contracción, a diferencia de las células musculares cardíacas de las aurículas y ventrículos que sí se contraen. Esta característica se debe a la presencia de la If, o IKf (Funny current (Corriente funny), descrita en 1979 por Brown, Di Francesco y Noble en el nódulo sinusal del conejo. La denominación funny current se debió a un comportamiento peculiar y distintivo de esta corriente iónica. A diferencia de la mayoría de los canales iónicos, cuya conductancia es dependiente del voltaje y se activa con la despolarización de la membrana, el canal iónico que transporta la corriente If  se activa con la repolarización (fase 3 del potencial de acción en células excito-conductoras) de la membrana.

## Corriente funny
En 1993, Irisawa y col., en una revisión extensa y minuciosa, describieron al automatismo sinusal y a su despolarización diastólica espontánea (DDE) como un proceso caracterizado por la inactivación, dependiente del voltaje y del tiempo, de las corrientes repolarizantes de salida del potasio activadas durante el potencial de acción precedente, en presencia de una corriente de entrada despolarizante “de trasfondo” (“background current”). Esta última podría corresponder a la “corriente entrante estable” (“sustained inward current”) Ist, que se activa entre potenciales transmembrana de -40 mV y -60 mV, probablemente transportada por el ion sodio y descrita en 1995 por Noma y col. Del predominio progresivo de esta corriente sobre las corrientes repolarizantes de potasio resulta una corriente neta despolarizante que da lugar al proceso inicial de la DDE. Luego se suma la activación de la corriente de entrada If (current funny), que continúa desplazando al potencial transmembrana hacia el nivel del umbral para la activación del canal T del calcio, en la segunda mitad de la diástole eléctrica. Poco después, el potencial transmembrana alcanza el nivel del umbral para que se active el canal L del calcio y así se “dispara” la fase de despolarización (fase 0) de un nuevo potencial de acción.
El automatismo es la propiedad de las células cardíacas de originar de manera rítmica y espontánea sus propios impulsos eléctricos. El automatismo normal se debe a un proceso de despolarización diastólica espontánea que comienza luego de la finalización del potencial de acción, al alcanzarse el potencial diastólico máximo (PDM), y se desarrolla durante la fase 4.
El canal iónico que utiliza la corriente If tiene la base molecular de los canales HCN. Es permeable tanto al sodio como al potasio, pero en el nivel del PDM del nódulo sinusal (-60 mV a -75 mV) transporta una corriente de entrada despolarizante de sodio, que desplaza al potencial transmembrana hacia el nivel de activación de los canales del calcio tipo T, en primera instancia, y luego tipo L, poco después. La corriente If se describe, por lo tanto, como una corriente entrante lenta de sodio, que se activa por la hiperpolarización, entre -45 mV y -65 mV y alcanza su expresión máxima cuando el potencial transmembrana llega a -100 mV. La corriente If es también denominada “corriente del marcapasos” (“pacemaker current”). La correlación entre la corriente If y la actividad automática surge con claridad del hecho que solamente se expresa en células con actividad de marcapasos (nódulo sinusal, nódulo AV, fibras de Purkinje) y no está presente en las células miocárdicas sin automatismo.
Además, el bloqueo parcial de la corriente If se asocia con una disminución de la frecuencia de la actividad espontánea de las células automáticas. Tal como ocurre con los canales HCN, la corriente If responde a una modulación dual. Estos canales se comportan como dependientes del voltaje pero modulados por el nivel intracelular del AMP cíclico, cuyo aumento incrementa la corriente If por la estimulación de los receptores β adrenérgicos, en tanto su disminución la hace decrecer por el efecto de la acetilcolina mediada por el CNBD (cyclic nucleotide-binding domain) del carboxilo terminal de la estructura molecular del canal HCN (hyperpolarizationactivated, cyclic nucleotide-gated).